# Hermann Clausius

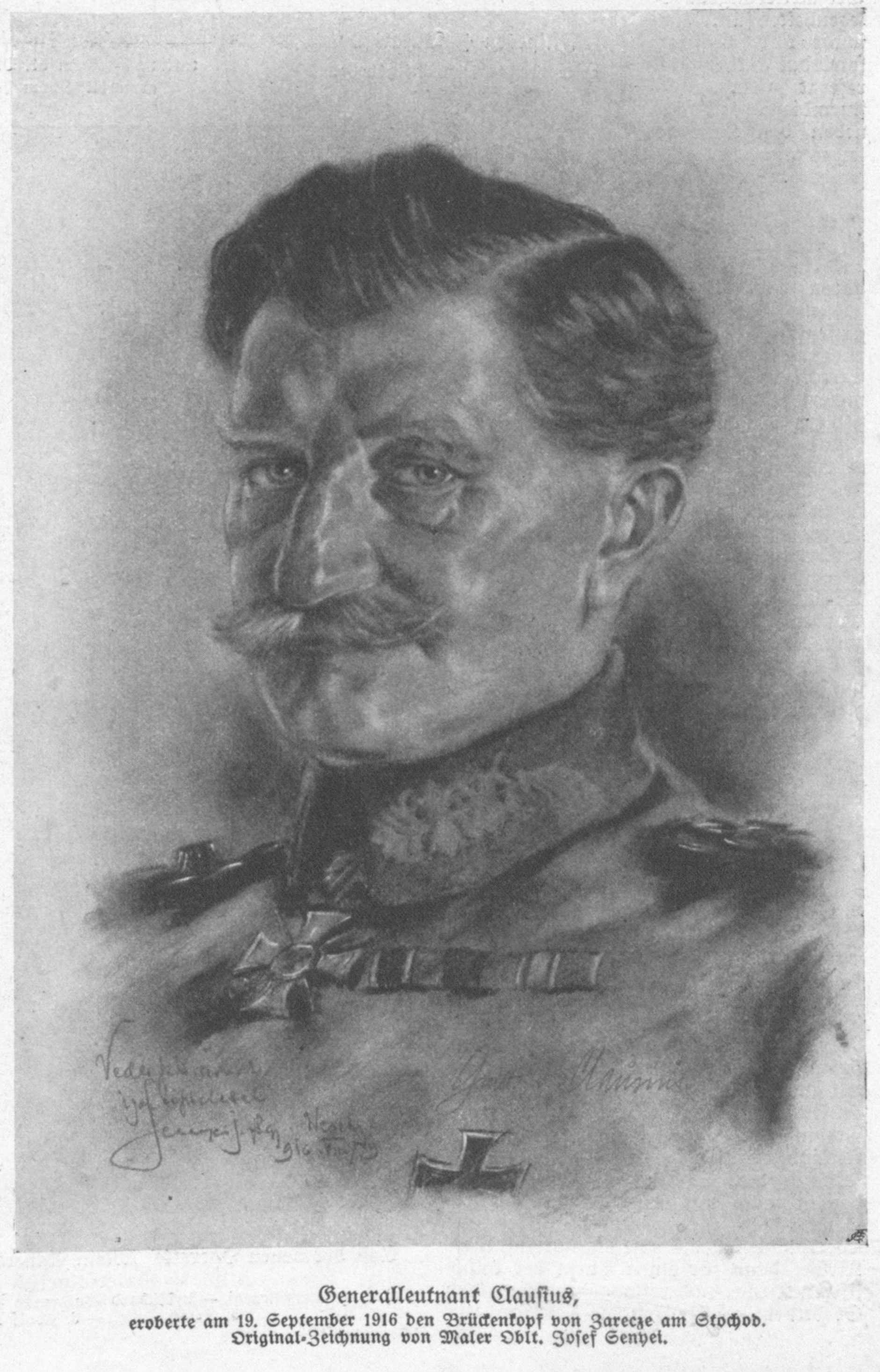
Hermann Clausius (1916)
Zeichnung von Josef Senyei (1895–1944)

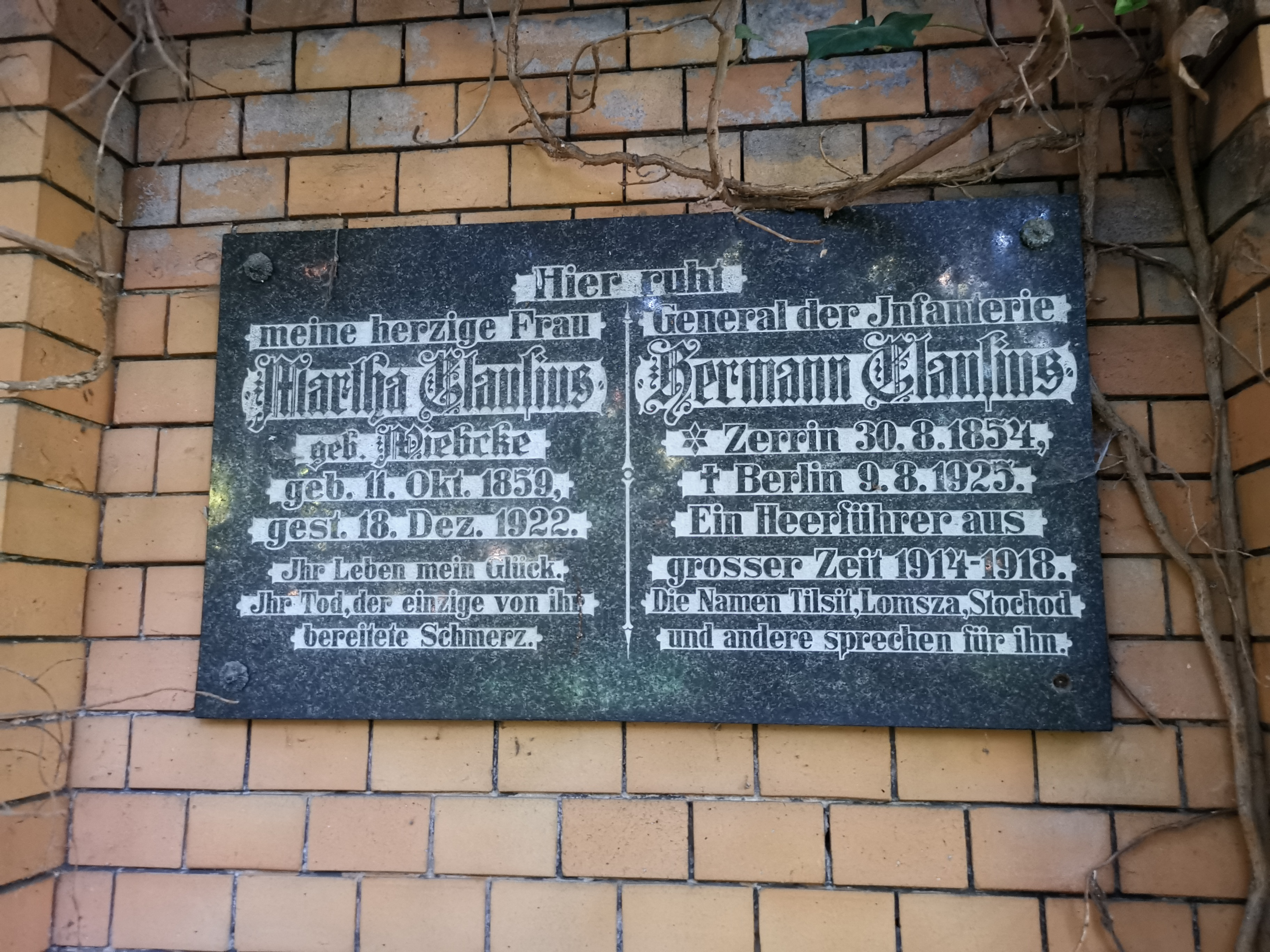
Grabstelle der Eheleute Clausius auf dem Friedrichswerderschen Friedhof an der Bergmannstraße (Berlin)

Hermann Kurt Adalbert Clausius (* 30. August 1854 in Zerrin; † 9. August 1925 in Berlin) war ein preußischer General der Infanterie im Ersten Weltkrieg.
Clausius kommandierte die 10. Landwehr-Division, die 88. und die 91. Infanterie-Division an der Ostfront. Er führte seine Einheiten während der Winterschlacht in Masuren und bei der Abwehr der russischen Brussilow-Offensive.
Er war mit Martha Bertha Wiebke (1859–1922) verheiratet. Die gemeinsame Tochter Maria (1884–1964) heiratete 1908 den späteren Generalmajor Richard von Gusovius (1873–1942).